# Koněpruské jeskyně

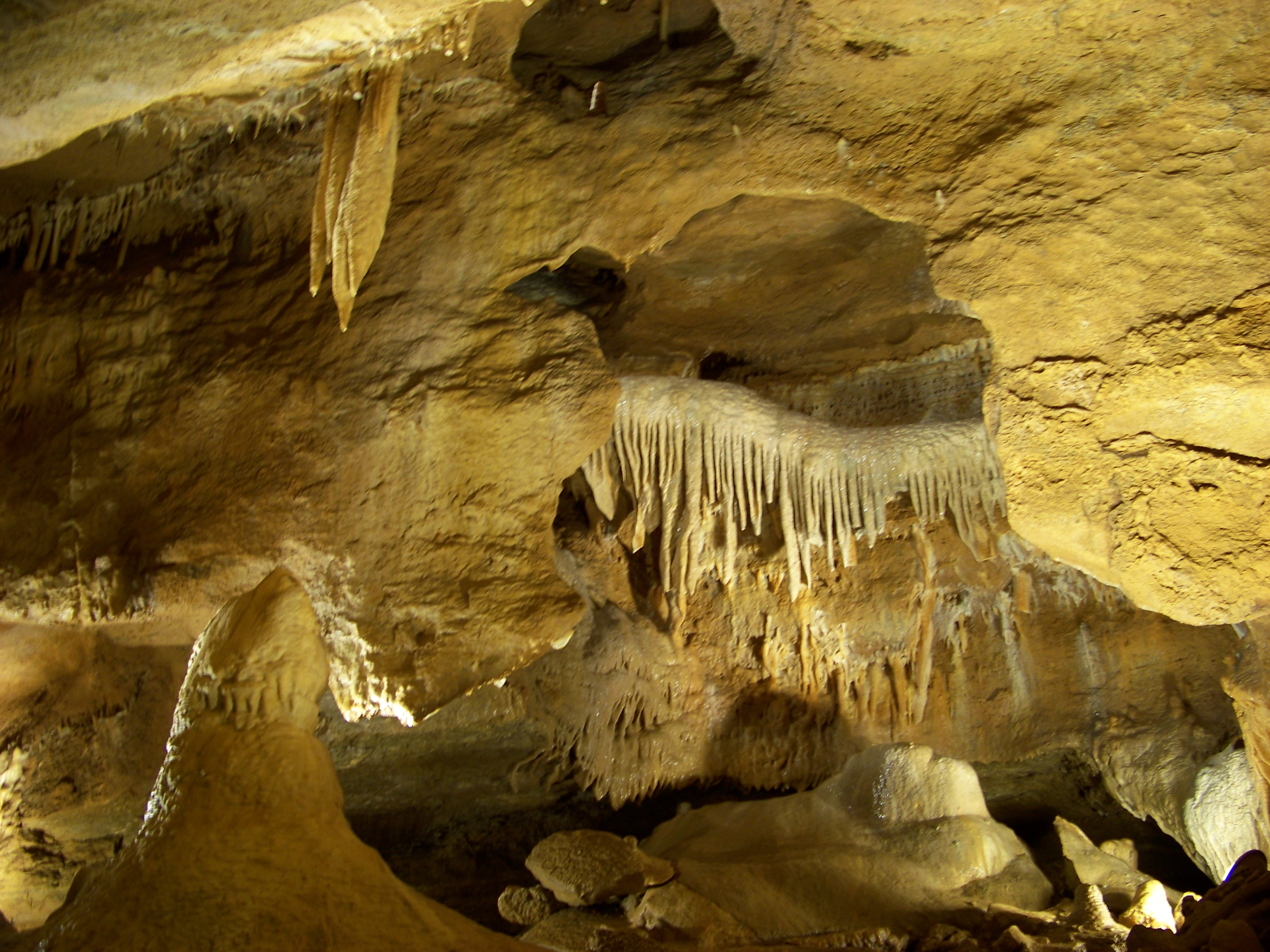
Koněpruské jeskyně

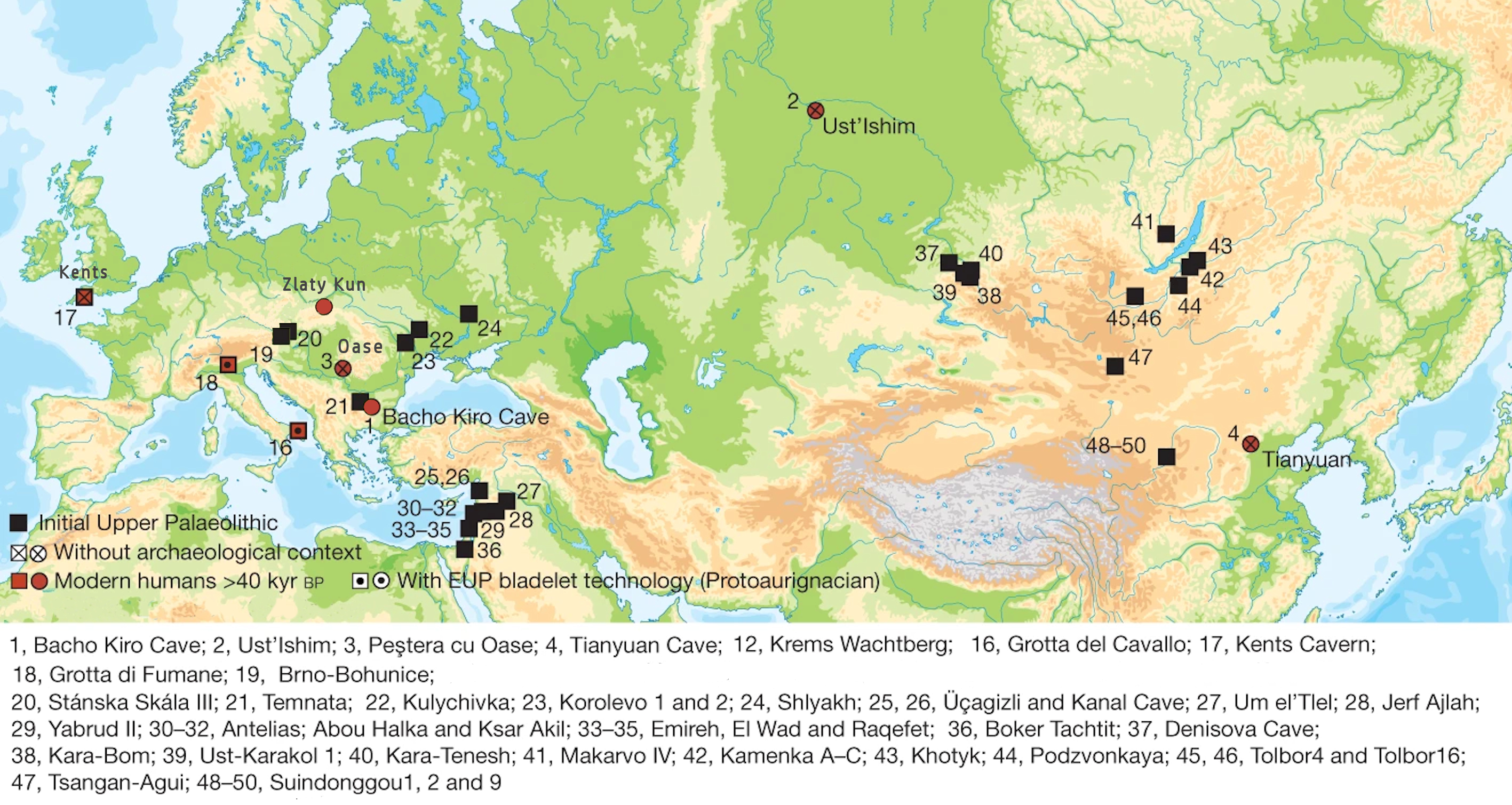
Fundplätze des modernen Menschen im Paläolithikum

Koněpruské jeskyně ist eine Höhlensystem an der Südflanke des Berges Zlatý kůň im Böhmischen Karst bei Koněprusy in Tschechien. Es wurde am 14. September 1950 bei Steinbrucharbeiten entdeckt.

## Geschichte
Die Höhlen (Koněpruské jeskyně) wurden 1959 als Schauhöhlen für die Öffentlichkeit zugänglich gemacht. Dafür entstand auf dem Bergplateau die nötige Infrastruktur, wie ein Parkplatz und ein Kassenhäuschen. Im Jahr 1962 stellte die Kleinbahn ihren Betrieb ein.

## Funde
1950 wurden in der Höhle Teile eines Skeletts und ein weitgehend kompletter Schädel einer Frau aus der Altsteinzeit gefunden. 2021 stellte sich nach einer Analyse des Genoms heraus, dass es sich mit einem Alter von mehr als 45.000 Jahren um den Fund des ältesten Individuums des anatomisch modernen Menschen (Homo sapiens) in Europa handelt. 2024 ergaben DNA-Analysen des Schädels und der 13 Knochenfragmente aus der Ilsenhöhle (Thüringen), dass eine genetische Verwandtschaft fünften oder sechsten Grades zwischen der Frau aus Zlatý kůň und zwei Individuen aus Ranis (Ranis12 und Ranis4) bestand.